# Opera dei pupi
L'opera dei pupi és un teatre de titelles originari de Sicília que el 2011 va ser declarat Patrimoni Cultural Immaterial de la Humanitat per la UNESCO. L'opera dei pupi, teatre de titelles, va aparèixer a Sicília a principis del segle xix i va tenir un gran èxit entre les classe populars. Aquests titelles són una de les tradicions més típiques de Sicília. Els teatres són sovint negocis familiars. Aquests, que intenten superar-se en cada espectacle, exerceixen una veritable influència sobre el públic. Els canvis econòmics i socials fruit de l'extraordinari creixement econòmic dels anys 1950 van alterar considerablement aquest art, amenaçant les seves pròpies bases, que ara subsisteix primordialment amb el turisme cultural de l'illa.
Altres formes semblants de teatre van desaparèixer d'Itàlia en la mateixa època, per ressorgir uns vint anys més tard. L'opera dei pupi constitueix, doncs, l'únic exemple de tradició que no ha estat interrompuda d'aquesta forma de teatre. Actualment, les dificultats econòmiques ja no permeten als titellaires viure del seu art, de manera que s'orienten cap a professions amb més futur. A més, el turisme ha contribuït a disminuir la qualitat dels espectacles, que normalment es destinaven a un públic local.

## Titelles

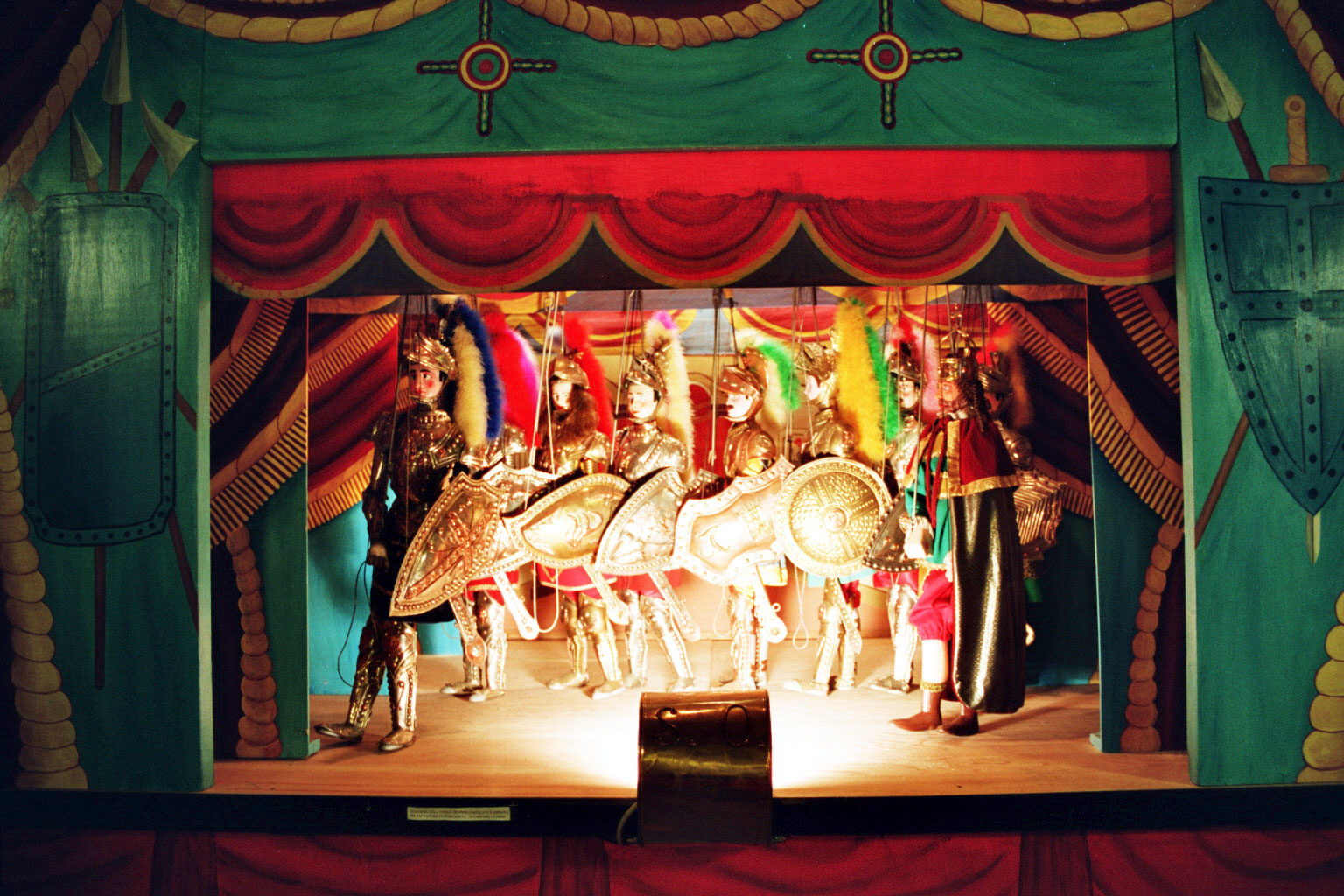
Escenari propi de lopera dei pupi

Aquest gènere teatral és una representació de titelles en la qual els seus protagonistes són cavallers, amb trames basades en la tradició literària dels paladins de Carlemany, desenvolupada a partir d'obretes populars publicades al segle xix. Els personatges principals de les diferents obres són els cavallers Orlando (Rotllà) i Rinaldo, el mateix Carlemany i la princesa Angèlica, i els enemics sarraïns Agramante i Rodomonte.
Les titelles, famosos per l'expressivitat dels rostres, són tallats en fusta, vestits amb roba i armadures i armes de llauna i metall, i pintats per titellaires d'acord amb mètodes tradicionals. Aquestes figures es manipulen mitjançant una barra de ferro que travessa el centre del seu cap. A l'extrem final, s'uneix al tors gràcies a un ganxo que passa a través d'una anella.

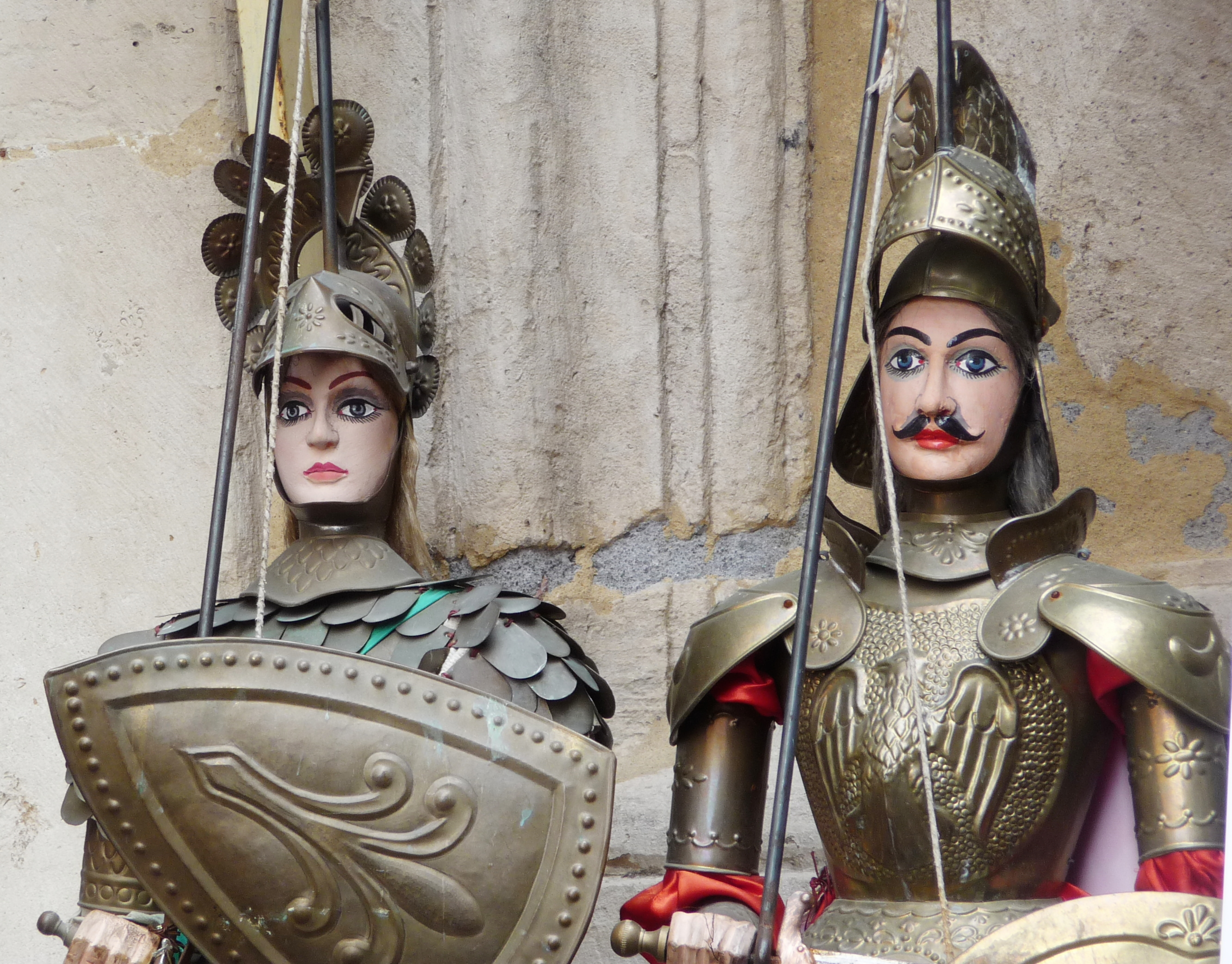
Titelles de Catània

## Titellaires
Els titellaires expliquen les històries basant-se, en la majoria dels casos, en la literatura cavalleresca medieval, en la poesia italiana del Renaixement, en la vida dels sants o en la dels bandits més famosos. Els mateixos titellaires improvisen en gran part els diàlegs de les seves representacions.

## Escoles de titelles
Les dues escoles de titelles més importants de Sicília són a Palerm i a Catània. Els de Palerm, presents en la majoria de teatres de l'illa, i els de Catània, que se'n troben en la zona oriental. Els primers són més petits, d'uns 80 cm d'alçada enfront dels 120 dels de Catània; els de Palerm tenen les cames articulades i els de Catània, d'una sola peça; els primers estan fets de manera que poden prendre amb una mà l'espasa, mentre que els catanesos porten l'espasa sempre a la mà dreta. També varien les tècniques de manipulació: mentre que els de Palerm es manipulen des dels costats del teatre, els de Catània, en ésser més gran, s'han de manejar des de la part superior del teatre i necessiten més persones per a fer-ho.

## Música
La música que sona en aquestes representacions de teatre és una música típica de teatre de titelles. És ràpida i aguda, i és tocada amb un orguenet de mà.